# Chucky – Die Mörderpuppe
Chucky – Die Mörderpuppe (Originaltitel: Child’s Play, dt. „Kinderspiel“) ist ein US-amerikanischer Horrorfilm über einen fiktiven Serienmörder, der seinen Geist kurz vor seinem Tod mittels Voodoo-Zauber in eine Puppe transferierte. Es ist der erste Teil der mittlerweile sieben Teile umfassenden Chucky-Filmreihe.
Der Film war bei seinem Erscheinen nur ein mäßiger Erfolg, entwickelte sich aber bald zu einem Kultfilm unter Horror-Fans. Als Vorlage dienten die Gerüchte und Legenden um die Puppe Robert. 
Bis Oktober 2011 war der Film in Deutschland indiziert, hat inzwischen aber eine FSK-16-Freigabe erhalten.

## Handlung
Der Serienmörder Charles Lee Ray wird auf der Flucht vom Polizisten Mike angeschossen und flüchtet in einen Spielzeugladen. Da ihm bewusst ist, dass er sterben wird, sucht jemanden, in den er seine Seele transferieren kann. Er bricht zusammen und fällt auf einen Haufen „Good-Guy“-Puppen. An einer der Puppen vollzieht er ein magisches Ritual, das ein Gewitter heraufbeschwört, den Laden zerstört und ihn scheinbar tötet.
Der kleine Andy Barclay erhält zu seinem sechsten Geburtstag eine der begehrten Puppen von seiner alleinerziehenden Mutter Karen. Diese Puppen sind beliebt, weil sie eine Sprechfunktion haben. Karen war es noch gelungen, von einem Obdachlosen eine Puppe zu einem erschwinglichen Preis zu ergattern, die aus dem zerstörten Laden geborgen wurde. Der Junge freut sich über seinen neuen Spielgefährten und ahnt nicht, dass in dieser Puppe der Geist des Mörders weiterlebt, den dieser kurz vor seinem Tod in diese Puppe transferiert hat.
Die Babysitterin will Andy nicht die Nachrichten ansehen lassen, wo über den Tod von Charles Lee Ray berichtet wird. Zur Strafe schlägt Chucky ihr mit einem Spielzeug-Zimmermannshammer aufs Auge, woraufhin sie aus dem Fenster in den Tod stürzt. Im Gespräch mit seiner Mutter berichtet Andy, Chucky habe ihm erzählt, sein richtiger Name sei Charles Lee Ray. Zudem äußert er abfällige Dinge über die Babysitterin, die Chucky ihm gesagt haben soll. Andys Mutter ist verärgert darüber und geht davon aus, dass er sie belügt. Am nächsten Tag schwänzt Andy die Schule und macht sich mit Chucky auf den Weg zum Versteck von Chuckys Komplizen Eddy Caputo. Dieser wird durch eine von Chucky herbeigeführte Gasexplosion aus einem Gasherd ermordet.
Für die beiden Morde wird Andy verantwortlich gemacht, der dies jedoch auf seine Puppe schiebt. Er bittet Chucky dies zu bestätigen, doch die Puppe schweigt. Andy kommt unter psychiatrische Aufsicht.
Als sich Andys Mutter die Packung der Puppe ansieht und die Batterien herausfallen, stellt sie entsetzt fest, dass Chucky die ganze Zeit über ohne Energiezufuhr sprechen konnte. Sie glaubt nun, dass ihr Sohn recht hatte und droht der Puppe, sie in den Kamin zu werfen. Daraufhin zeigt diese ihre lebendige Seite, wird aggressiv und greift sie an. Allerdings kann sich Karen zur Wehr setzen und Chucky flieht aus der Wohnung. Sie versucht, den Polizisten Mike davon zu überzeugen, dass der Geist des Charles Lee Ray in der Puppe weiterlebt. Doch erst, als dieser selbst von Chucky, der sich an ihm rächen will, angegriffen wird, glaubt er ihr. Gemeinsam wollen sie John aufsuchen, den Charles Lee Ray im Gefängnis kennengelernt und der ihm Voodookünste beigebracht hat, die ihn dazu befähigt haben, seinen Geist in die Puppe zu übertragen.
Weil Chucky sich bei seinem Angriff auf Mike eine blutende Schusswunde zugezogen hat, sucht er seinen Mentor ebenfalls auf. Er erfährt, dass er langsam menschlich wird und für immer in dem Puppenkörper bleiben muss, wenn er sich nicht bald in einen Menschen transferiert. John weigert sich, Chucky dabei zu helfen, und wirft ihm vor, alles Beigebrachte pervertiert zu haben. Daraufhin bricht Chucky ihm ein Bein von John mittels einer Voodoopuppe, bricht ihm einen Arm und droht mit einem Messer in die Puppe zu stechen. John verrät ihm, dass er seine Seele in die Person transferieren muss, welcher er als erster verraten hat, wer er wirklich ist, wobei es sich um den kleinen Andy handelt. Chucky ermordet nun seinen ehemaligen Meister, indem er die Nadel ins Herz der Voodoopuppe sticht. Andys Mutter und Mike kommen zu spät. Bevor Rays Meister stirbt, warnt er die beiden noch, was Chucky plant und verrät ihnen, dass die Puppe getötet werden kann, wenn man ihr Herz zerstört.
Andy sieht in der Anstalt, wo er sich unter Aufsicht befindet, dass Chucky gekommen ist, wird panisch und versucht zu fliehen. Dabei tötet Chucky den Anstaltsarzt, der die Aufsicht über Andy empfohlen hat, mittels Elektroschocks.
Andy flüchtet nach Hause, um sich vor Chucky zu verstecken. Chucky gelingt es, durch den Schornstein in das Haus einzudringen und Andy mit einem Baseballschläger zu überwältigen. Kurz bevor Chucky durch das Sprechen einer Beschwörung seine Seele in Andys Körper transferieren kann, wird er von Mike und Andys Mutter daran gehindert. Chucky kann fliehen und versteckt sich in einem Kleiderschrank.
Bei der Suche nach Chucky wird Mike von ihm überrascht und bewusstlos geschlagen. Andys Mutter gelingt es, Chucky in den Kamin zu werfen; Andy wirft ein brennendes Streichholz hinterher und die Puppe geht in Flammen auf. Im Glauben, Chucky getötet zu haben, helfen sie dem verletzten Mike. Als Andy auffällt, dass die Überreste der Puppe verschwunden sind, taucht der verbrannte Chucky hinter ihm auf und versucht ihn zu fassen. Seine Mutter kommt ihm zu Hilfe und schießt mit Mikes Pistole mehrmals auf Chucky. Dabei werden die Teile der Puppe über den ganzen Raum verteilt.
Als die Polizei eintrifft, erklärt Mike seinem Kollegen, was passiert ist. Er weist ihn an, die Teile der Puppe nicht zu berühren. Ein Polizist hebt jedoch den Kopf der Puppe auf und trägt ihn zu Mike. In diesem Augenblick dringt der Körper der Puppe ins Zimmer ein und versucht den Polizisten zu erwürgen. Mike schießt ihm ins Herz und tötet ihn damit endgültig.

## Synchronisation
Die deutsche Synchronfassung entstand bei der Berliner Synchron. Gerd P. Becker schrieb das Dialogbuch und Tobias Meister führte Regie.
| Rolle                           | Darsteller      | Synchronsprecher       |
| ------------------------------- | --------------- | ---------------------- |
| Chucky (Stimme)/Charles Lee Ray | Brad Dourif     | Tobias Meister         |
| Andy Barclay                    | Alex Vincent    | Ursula Hugo            |
| Karen Barclay                   | Catherine Hicks | Anita Lochner          |
| Mike Norris                     | Chris Sarandon  | Lutz Riedel            |
| Maggie Peterson                 | Dinah Manoff    | Philine Peters-Arnolds |
| Dr. Ardmore                     | Jack Colvin     | Wolfgang Völz          |
| Dr. Death                       | Raymond Oliver  | Raimund Krone          |

## Auszeichnungen
Catherine Hicks erhielt 1990 einen Saturn Award als beste Hauptdarstellerin, der Film war außerdem in den Kategorien bester Horrorfilm und bestes Drehbuch nominiert. Alex Vincent war für seine Rolle als junger Andy in der Kategorie beste Leistung eines Jungschauspielers nominiert.

## Videospiel
2013 sollte ein von TikGames entwickeltes Stealth-Action-Spiel für verschiedene Spielekonsolen und den Personal Computer erscheinen. Das Projekt wurde jedoch wieder abgesagt.

## Kritiken
Auf der Webseite Rotten Tomatoes konnte Chucky – Die Mörderpuppe eine positive Wertung von 71 % basierend auf 48 gezählten Kritiken erzielen. Metacritic ermittelte einen Metascore von 58 von 100.
Roger Ebert schrieb in der Chicago Sun-Times vom 9. November 1988, der Film sei „energiegeladen“, dabei aber „geschickter“ und „cleverer“ als die meisten Horrorfilme. Er sei zudem „gut gemacht“, beinhalte „wirkungsvolle“ Darstellungen und habe mit Chucky eine wahrlich „übelwollende“ („malevolent“) Puppe geschaffen.

„Was von der Idee ein schaurig-schöner Horrorfilm hätte sein können, entpuppt sich als vorhersehbarer Grusel-Krimi, der auf sattsam bekannte grelle Dutzend-Effekte setzt.“

## Fortsetzungen und Neuverfilmung
Dem Film folgten bisher sechs Fortsetzungen, eine Neuverfilmung und eine Fernsehserie. Don Mancini war als Drehbuchautor an allen Filmen beteiligt.
- 1990 wurde Chucky 2 – Die Mörderpuppe ist wieder da inszeniert. Die Regie übernahm John Lafia, der beim ersten Teil schon am Drehbuch mitschrieb.
- Ein Jahr später folgte Chucky 3.
- Der Regisseur Ronny Yu drehte 1998 Chucky und seine Braut.
- Sechs Jahre später übernahm Don Mancini selbst die Regie und inszenierte mit Chuckys Baby Teil 5 der Reihe.
- Im Oktober 2013 wurde mit Curse of Chucky ein sechster Teil veröffentlicht. Don Mancini war erneut für die Regie und das Drehbuch verantwortlich. Der Film wurde als erster der Reihe direkt für den DVD-Markt produziert.
- 2017 erschien Cult of Chucky.
- 2019 wurde mit Child’s Play eine Neuverfilmung veröffentlicht, die im 2019 in die Kinos kam. Anders als beim Original ist Chucky hier nicht von der Seele des Serienkillers Charles Lee Ray besessen, sondern ist ein online vernetztes Spielzeug mit lernfähiger künstlicher Intelligenz, welches manipuliert wurde und eine Fehlfunktion hat.
- 2021 erschien mit Chucky eine Fernsehserie, die an die sieben Originalfilme anschließt und die Neuverfilmung ignoriert. Neben einer neuen Handlung in der Gegenwart, die zwei Wochen nach dem Ende von Cult of Chucky beginnt, zeigen Rückblicke Charles Lee Rays Vergangenheit, bis es zu der Verfolgungsjagd zu Anfang des ersten Films kommt.